# Nora de Liechtenstein
La princesse Norberta (dite Nora) de Liechtenstein (en allemand : Norberta Elisabeth Maria Assunta Josefine Georgine et omnes sancti von und zu Liechtenstein), comtesse de Rietberg, marquise douairière de Mariño, née à Zurich, le 31 octobre 1950, est la fille du prince François-Joseph II (1906-1989) et de son épouse, née comtesse Georgina von Wilczek (1921-1989). 

## Biographie
Elle est la sœur cadette de Hans-Adam II, actuel prince de Liechtenstein. Elle a trois autres frères : Philipp (1946), Nikolaus (1947) et Franz Josef Wenzel (1962-1991). 

### Formation et carrière
Après avoir terminé ses études secondaires, elle étudie à l'Institut universitaire d'études internationales à l'Université de Genève. Elle travaille ensuite pour la Banque mondiale à Washington, DC et l'Institut international pour l'environnement et le développement actif à Londres. Nora de Liechtenstein a également été impliquée dans des projets d'aide au développement et dans des institutions de l'Église catholique. De 1973 à 1989, elle a été présidente du Girl Scout Corps of Liechtenstein.

### Activités sportives et écologiques

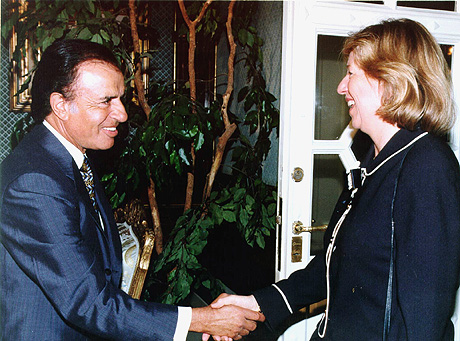
Carlos Menem, président de la Nation argentine et Nora de Liechtenstein en 1997.

Les activités sportives de Nora von Liechtenstein comprennent l'équitation, la plongée, le ski et la natation. De 1982 à 1992, elle a été présidente du Comité national olympique (NOK) du Liechtenstein. Elle est membre du Comité international olympique depuis 1984. 
Elle s'investit également dans le handisport. Elle est cofondatrice de Special Olympics Liechtenstein (SOLie), dont elle est la présidente depuis 2002. En 2006, elle a reçu la Goldenes Lorbeerblatt pour ses services rendus en faveur du sport au Liechtenstein.
La princesse réside dans sa ferme Vivencia Dehesa à Valdepajares de Tajo, à Peraleda de la Mata (Cáceres) en Espagne, qu'elle a achetée avec son futur mari en 1988. L'endroit borde la Sierra de Guadalupe et la Sierra de Gredos.
En 2016, elle est nommée finaliste des European Business Awards for the Environment.

### Mariage et famille
Le 11 juin 1988, elle épouse en la cathédrale Saint-Florin de Vaduz, don Vicente Sartorius y Cabeza de Vaca, 3e marquis de Mariño (né le 30 novembre 1931 à Madrid et mort à Ibiza le 22 juin 2002), avec lequel elle a une fille : 
- Maria Teresa Sartorius y de Liechtenstein, née à Madrid le 21 novembre 1992[3],[1].

Le 21 juin 2003, Nora de Liechtenstein devient la marraine de la princesse Laetitia Maria de Belgique, fille de la princesse Astrid de Belgique et de l'archiduc Lorenz d'Autriche-Este.

## Honneur
- Médaille du 70e anniversaire du prince François-Joseph II de Liechtenstein (16 août 1976)[1].